# Rhodacarus angustiformis
Rhodacarus angustiformis är en spindeldjursart som beskrevs av Rainer Willmann 1951. Rhodacarus angustiformis ingår i släktet Rhodacarus och familjen Rhodacaridae. Inga underarter finns listade i Catalogue of Life.